# Neulatus porteri
Neulatus porteri är en insektsart som först beskrevs av Juan Brèthes 1908.  Neulatus porteri ingår i släktet Neulatus och familjen myrlejonsländor. Inga underarter finns listade i Catalogue of Life.